# Hüttenberg (Hessen)
Hüttenberg ist eine seit 1977 bestehende Gemeinde im mittelhessischen Lahn-Dill-Kreis. Der Gemeindename nimmt Bezug auf die historische Landschaftsbezeichnung Hüttenberger Land, das seit dem Mittelalter für lange Zeit als Amt Hüttenberg verwaltet wurde.

## Geographie

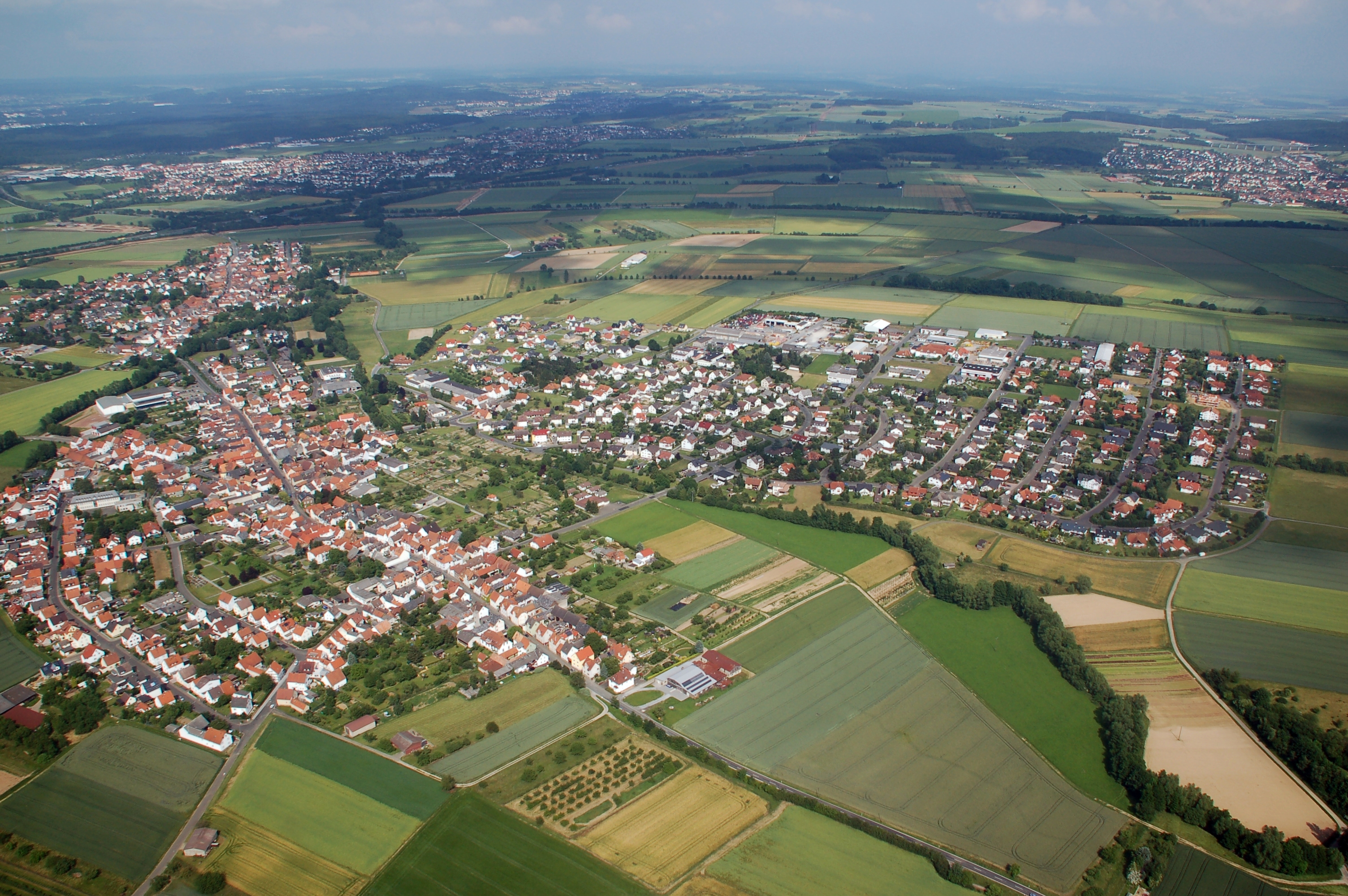
Hüttenberg, Luftaufnahme 2007

### Geographische Lage
Die Gemeinde Hüttenberg liegt zwischen Wetzlar, Butzbach und Gießen südlich der Lahn.
Der östlichste Punkt des Lahn-Dill-Kreises befindet sich auf der Grenze zur Stadt Linden.

### Nachbargemeinden
|               | Wetzlar und Gießen                          | Linden   |
| Schöffengrund | Kompassrose, die auf Nachbargemeinden zeigt |          |
|               |                                             | Langgöns |

### Gliederung
Die Gemeinde besteht aus den sechs Ortsteilen Hüttenberg (zuvor Hochelheim und Hörnsheim), Rechtenbach, Reiskirchen, Vollnkirchen, Volpertshausen und Weidenhausen.
Der Name „Hüttenberg“ steht nicht nur für die 1977 gegründete Gemeinde, sondern seit dem Mittelalter für die ganze Landschaft am Kleebach und seinen Zuflüssen, die über Jahrhunderte einen eigenständigen Verwaltungs- und Gerichtsbezirk bildete. Die heutige Gemeinde umfasst nur noch den westlichen Teil des ursprünglichen Hüttenbergs.

## Geschichte

### Geschichte des Hüttenbergs
Der Hüttenberg war ein bewaldeter Höhenrücken zwischen den Dörfern Niederkleen und Lang-Göns der Nachbargemeinde Langgöns, auf dem im Mittelalter Gerichtsversammlungen für das Hüttenberger Land im Amt Hüttenberg abgehalten worden sein sollen. Das Wappen der Gemeinde zeigt deshalb mit Bezug auf diese Geschichte einen Berg mit Bäumen und die Waage als Zeichen der Gerichtsbarkeit. Auch das Logo der Gemeinde symbolisiert den Hüttenberg mit den Bäumen. Über die Geschichte und Zugehörigkeiten hinweg waren es diese Merkmale, die mit dem Hüttenberg in Verbindung gebracht wurden.

### Zusammenschlüsse 1968 und 1971
Erste Bestrebungen, die Verwaltung der einzelnen Dörfer effektiver zu gestalten, gab es ab den 1960er Jahren. Nach langen Verhandlungen schlossen sich zum 1. August 1968 die ohnehin schon zusammengewachsenen Dörfer Groß- und Klein-Rechtenbach zur Gemeinde Rechtenbach zusammen. Nach noch längeren Verhandlungen gelang zum selben Datum der Zusammenschluss von Hochelheim und Hörnsheim zur Gemeinde Hüttenberg. Am 31. Dezember 1971 vereinigten sich Rechtenbach, Vollnkirchen und Weidenhausen zur Gemeinde Schwingbach, die mit der Neuordnung von 1977 aber wieder aufgelöst wurde.

### Gründung der Gemeinde Hüttenberg 1977

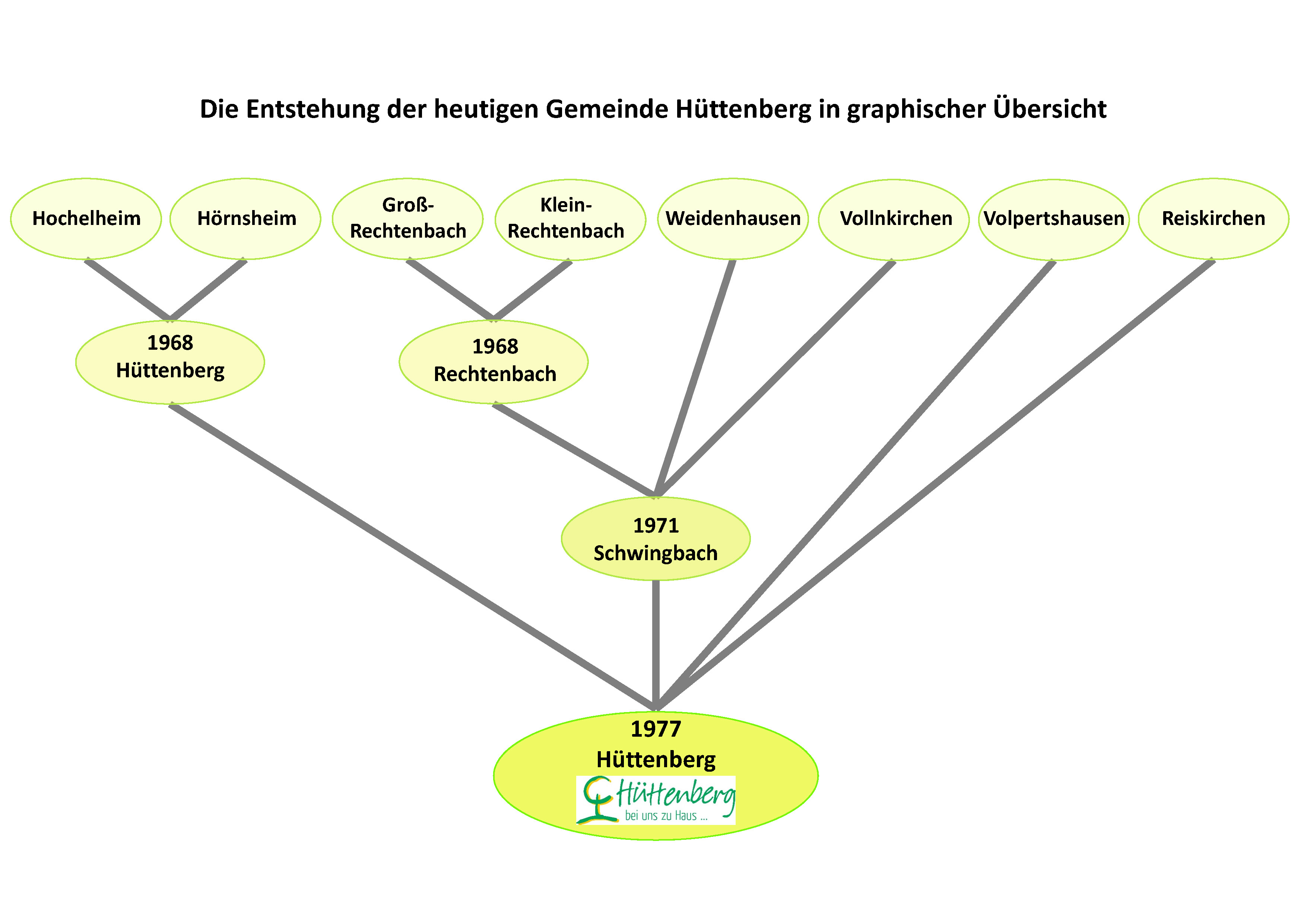
Entstehung der Gemeinde Hüttenberg in Graphischer Übersicht

Als im Rahmen der Gebietsreform in Hessen 1977 die Großgemeinde Hüttenberg aus den vier damaligen Gemeinden Hüttenberg (Orte: Hochelheim und Hörnsheim), Reiskirchen, Schwingbach (Orte:Rechtenbach (Klein- und Groß-Rechtenbach), Vollnkirchen und Weidenhausen) und Volpertshausen gebildet wurde, blieben die beiden Zusammenschlüsse von 1968 (Hüttenberg und Rechtenbach) bestehen. So kommt es, dass Hüttenberg heute sechs Ortsteile hat, von denen einer – zur großen Verwirrung für alle Fremden – ebenfalls den Namen Hüttenberg trägt. Für die Ortsteile Hüttenberg, Reiskirchen, Rechtenbach, Weidenhausen, und Vollnkirchen wurden Ortsbezirke gebildet.
Nach dem Krieg kamen zahlreiche aus dem Sudetenland Vertriebene in die Gemeinde und trugen wesentlich zum wirtschaftlichen Aufstieg, zur kulturellen Modernisierung und zum Wandel der Gemeinde bei.

### Verwaltungsgeschichte im Überblick
Die folgende Liste zeigt die Staaten und Verwaltungseinheiten, denen Hüttenberg (bestehend aus Hochelheim und Hörnsheim) angehört(e):
- ab 14. Jahrhundert: Heiliges Römisches Reich, Amt Hüttenberg (Kondominium: Grafschaft Nassau und Landgrafschaft Hessen)
- ab 1567: Heiliges Römisches Reich, Amt Hüttenberg (Kondominium: Grafschaft Nassau und Landgrafschaft Hessen-Marburg)[10]
- 1604–1648: hessischer Anteil strittig zwischen Landgrafschaft Hessen-Darmstadt und Landgrafschaft Hessen-Kassel (Hessenkrieg)
- ab 1604: Heiliges Römisches Reich, Amt Hüttenberg (Kondominium: Grafschaft Nassau und Landgrafschaft Hessen-Darmstadt)
- ab 1703: Heiliges Römisches Reich, Grafschaft Nassau-Weilburg, Oberamt Atzbach, Amt Hütten- und Stoppelberg[11][12]
- ab 1806: Herzogtum Nassau,[Anm. 2] Amt Hüttenberg
- ab 1816: Königreich Preußen, Provinz Großherzogtum Niederrhein, Regierungsbezirk Koblenz, Kreis Wetzlar[Anm. 3]
- ab 1822: Königreich Preußen, Rheinprovinz, Regierungsbezirk Koblenz, Kreis Wetzlar[Anm. 4]
- ab 1867: Norddeutscher Bund, Königreich Preußen, Rheinprovinz, Regierungsbezirk Koblenz, Kreis Wetzlar
- ab 1871: Deutsches Reich, Königreich Preußen, Rheinprovinz, Regierungsbezirk Koblenz, Kreis Wetzlar
- ab 1918: Deutsches Reich, Freistaat Preußen, Rheinprovinz, Regierungsbezirk Koblenz, Kreis Wetzlar
- ab 1932: Deutsches Reich, Freistaat Preußen, Provinz Hessen-Nassau, Regierungsbezirk Wiesbaden, Kreis Wetzlar
- ab 1944: Deutsches Reich, Freistaat Preußen, Provinz Nassau, Kreis Wetzlar
- ab 1945: Deutsches Reich, Amerikanische Besatzungszone,[Anm. 5] Groß-Hessen, Regierungsbezirk Wiesbaden, Kreis Wetzlar
- ab 1946: Deutsches Reich, Amerikanische Besatzungszone, Hessen, Regierungsbezirk Wiesbaden, Kreis Wetzlar
- ab 1949: Bundesrepublik Deutschland, Hessen, Regierungsbezirk Wiesbaden, Kreis Wetzlar
- ab 1968: Bundesrepublik Deutschland, Hessen, Regierungsbezirk Wiesbaden, Kreis Wetzlar, Gemeinde Hüttenberg
- ab 1977: Bundesrepublik Deutschland, Hessen, Regierungsbezirk Darmstadt, Lahn-Dill-Kreis, Gemeinde Hüttenberg
- ab 1981: Bundesrepublik Deutschland, Hessen, Regierungsbezirk Gießen, Lahn-Dill-Kreis, Gemeinde Hüttenberg

## Bevölkerung

### Einwohnerstruktur 2011
Nach den Erhebungen des Zensus 2011 lebten am Stichtag, dem 9. Mai 2011, in Hüttenberg 10.532 Einwohner. Darunter waren 412 (3,9 %) Ausländer, von denen 117 aus dem EU-Ausland, 208 aus anderen europäischen Ländern und 87 aus anderen Staaten kamen. Von den deutschen Einwohnern hatten 10,5 % einen Migrationshintergrund. Die Einwohner lebten in 4350 Haushalten. Davon waren 1170 Singlehaushalte, 1259 Paare ohne Kinder und 1428 Paare mit Kindern, sowie 394 Alleinerziehende und 99 Wohngemeinschaften. 6294 Einwohner gehörten der evangelischen (59,8 %) und 1287 Einwohner der katholischen (12,2 %) Konfession an.

### Einwohnerentwicklung
Hochelheim
- 1961: 1591, davon 1251 evangelische (= 78,63 %), 329 katholische (= 20,68 %) Einwohner

| Hochelheim: Einwohnerzahlen von 1834 bis 1967 | Hochelheim: Einwohnerzahlen von 1834 bis 1967 | Hochelheim: Einwohnerzahlen von 1834 bis 1967 | Hochelheim: Einwohnerzahlen von 1834 bis 1967 | Hochelheim: Einwohnerzahlen von 1834 bis 1967 |
| --- | --------------------------------------------- | --------------------------------------------- | --------------------------------------------- | --------------------------------------------- |
| Jahr |                                               |                                               |                                               | Einwohner                                     |
| 1834 | 1834                                          |                                               | 699                                           | 699                                           |
| 1840 | 1840                                          |                                               | 658                                           | 658                                           |
| 1846 | 1846                                          |                                               | 708                                           | 708                                           |
| 1852 | 1852                                          |                                               | 713                                           | 713                                           |
| 1858 | 1858                                          |                                               | 735                                           | 735                                           |
| 1864 | 1864                                          |                                               | 737                                           | 737                                           |
| 1871 | 1871                                          |                                               | 699                                           | 699                                           |
| 1875 | 1875                                          |                                               | 718                                           | 718                                           |
| 1885 | 1885                                          |                                               | 731                                           | 731                                           |
| 1895 | 1895                                          |                                               | 763                                           | 763                                           |
| 1905 | 1905                                          |                                               | 796                                           | 796                                           |
| 1910 | 1910                                          |                                               | 830                                           | 830                                           |
| 1925 | 1925                                          |                                               | 945                                           | 945                                           |
| 1939 | 1939                                          |                                               | 1.042                                         | 1.042                                         |
| 1946 | 1946                                          |                                               | 1.551                                         | 1.551                                         |
| 1950 | 1950                                          |                                               | 1.624                                         | 1.624                                         |
| 1956 | 1956                                          |                                               | 1.547                                         | 1.547                                         |
| 1961 | 1961                                          |                                               | 1.591                                         | 1.591                                         |
| 1967 | 1967                                          |                                               | 1.604                                         | 1.604                                         |
| Datenquelle: Historisches Gemeindeverzeichnis für Hessen: Die Bevölkerung der Gemeinden 1834 bis 1967. Wiesbaden: Hessisches Statistisches Landesamt, 1968. |                                               |                                               |                                               |                                               |

Hörnsheim
- 1834: 422 evangelische, 13 jüdische Einwohner
- 1961: 860, davon 705 evangelische (= 81,98 %), 137 katholische (= 15,93 %) Einwohner

| Hörnsheim: Einwohnerzahlen von 1834 bis 1967 | Hörnsheim: Einwohnerzahlen von 1834 bis 1967 | Hörnsheim: Einwohnerzahlen von 1834 bis 1967 | Hörnsheim: Einwohnerzahlen von 1834 bis 1967 | Hörnsheim: Einwohnerzahlen von 1834 bis 1967 |
| --- | -------------------------------------------- | -------------------------------------------- | -------------------------------------------- | -------------------------------------------- |
| Jahr |                                              |                                              |                                              | Einwohner                                    |
| 1834 | 1834                                         |                                              | 423                                          | 423                                          |
| 1840 | 1840                                         |                                              | 500                                          | 500                                          |
| 1846 | 1846                                         |                                              | 510                                          | 510                                          |
| 1852 | 1852                                         |                                              | 526                                          | 526                                          |
| 1858 | 1858                                         |                                              | 514                                          | 514                                          |
| 1864 | 1864                                         |                                              | 519                                          | 519                                          |
| 1871 | 1871                                         |                                              | 521                                          | 521                                          |
| 1875 | 1875                                         |                                              | 400                                          | 400                                          |
| 1885 | 1885                                         |                                              | 487                                          | 487                                          |
| 1895 | 1895                                         |                                              | 527                                          | 527                                          |
| 1905 | 1905                                         |                                              | 557                                          | 557                                          |
| 1910 | 1910                                         |                                              | 598                                          | 598                                          |
| 1925 | 1925                                         |                                              | 657                                          | 657                                          |
| 1939 | 1939                                         |                                              | 669                                          | 669                                          |
| 1946 | 1946                                         |                                              | 1.009                                        | 1.009                                        |
| 1950 | 1950                                         |                                              | 998                                          | 998                                          |
| 1956 | 1956                                         |                                              | 896                                          | 896                                          |
| 1961 | 1961                                         |                                              | 860                                          | 860                                          |
| 1967 | 1967                                         |                                              | 851                                          | 851                                          |
| Datenquelle: Historisches Gemeindeverzeichnis für Hessen: Die Bevölkerung der Gemeinden 1834 bis 1967. Wiesbaden: Hessisches Statistisches Landesamt, 1968. |                                              |                                              |                                              |                                              |

Hüttenberg
| Hüttenberg: Einwohnerzahlen von 1973 bis 2015 | Hüttenberg: Einwohnerzahlen von 1973 bis 2015 | Hüttenberg: Einwohnerzahlen von 1973 bis 2015 | Hüttenberg: Einwohnerzahlen von 1973 bis 2015 | Hüttenberg: Einwohnerzahlen von 1973 bis 2015 |
| --------------------------------------------- | --------------------------------------------- | --------------------------------------------- | --------------------------------------------- | --------------------------------------------- |
| Jahr                                          |                                               |                                               |                                               | Einwohner                                     |
| 1973                                          | 1973                                          |                                               | 7.160                                         | 7.160                                         |
| 1976                                          | 1976                                          |                                               | 7.572                                         | 7.572                                         |
| 1980                                          | 1980                                          |                                               | 8.107                                         | 8.107                                         |
| 1985                                          | 1985                                          |                                               | 8.392                                         | 8.392                                         |
| 1990                                          | 1990                                          |                                               | 9.125                                         | 9.125                                         |
| 1995                                          | 1995                                          |                                               | 10.178                                        | 10.178                                        |
| 2000                                          | 2000                                          |                                               | 10.153                                        | 10.153                                        |
| 2005                                          | 2005                                          |                                               | 10.465                                        | 10.465                                        |
| 2010                                          | 2010                                          |                                               | 10.635                                        | 10.635                                        |
| 2011                                          | 2011                                          |                                               | 10.532                                        | 10.532                                        |
| 2015                                          | 2015                                          |                                               | 10.731                                        | 10.731                                        |
| Quellen: ; Zensus 2011                        |                                               |                                               |                                               |                                               |

### Erwerbstätigkeit
Die Gemeinde im Vergleich mit Landkreis, Regierungsbezirk Darmstadt und Hessen:
|                                                   | Jahr | Gemeinde | Landkreis | Regierungsbezirk | Hessen    |
| ------------------------------------------------- | ---- | -------- | --------- | ---------------- | --------- |
| Sozialversicherungspflichtig Beschäftigte         | 2018 | 1.959    | 94.365    | 369.286          | 2.584.005 |
| Veränderung zu                                    | 2000 | 38,7 %   | +15,3 %   | +16,3 %          | +18,8 %   |
| davon Vollzeit                                    | 2018 | 66,3 %   | 73,4 %    | 69,1 %           | 71,5 %    |
| davon Teilzeit                                    | 2018 | 33,7 %   | 26,6 %    | 30,9 %           | 28,5 %    |
| Ausschließlich geringfügig entlohnte Beschäftigte | 2018 | 566      | 16.828    | 71.730           | 369.892   |
| Veränderung zu                                    | 2000 | −9,7 %   | −1,2 %    | +12,9 %          | +7,9 %    |

| Branche                         | Jahr | Gemeinde | Landkreis | Regierungsbezirk | Hessen |
| ------------------------------- | ---- | -------- | --------- | ---------------- | ------ |
| Produzierendes Gewerbe          | 2000 | 47,9 %   | 49,2 %    | 38,6 %           | 30,6 % |
|                                 | 2018 | 40,8 %   | 41,4 %    | 33,9 %           | 24,2 % |
| Handel, Gastgewerbe und Verkehr | 2000 | 25,8 %   | 19,4 %    | 21,3 %           | 25,1 % |
|                                 | 2018 | 26,9 %   | 19,4 %    | 19,8 %           | 24,0 % |
| Unternehmensdienstleistungen    | 2000 | 7,1 %    | 8,2 %     | 10,1 %           | 20,2 % |
|                                 | 2018 | 10,9 %   | 14,0 %    | 14,3 %           | 26,2 % |
| Sonstige Dienstleistungen       | 2000 | 17,5 %   | 22,5 %    | 28,3 %           | 22,5 % |
|                                 | 2018 | 20,8 %   | 25,1 %    | 31,6 %           | 25,2 % |
| Sonstiges (bzw. ohne Zuordnung) | 2000 | 01,7 %   | 00,8 %    | 01,7 %           | 01,5 % |
|                                 | 2018 | 00,7 %   | 00,2 %    | 00,4 %           | 00,4 % |

## Politik

### Gemeindevertretung
Die Kommunalwahl am 14. März 2021 lieferte folgendes Ergebnis, in Vergleich gesetzt zu früheren Kommunalwahlen:
| Gemeindevertretung – Kommunalwahlen 2021 | Gemeindevertretung – Kommunalwahlen 2021                                         |
| --- | -------------------------------------------------------------------------------- |
| Stimmenanteil in %Wahlbeteiligung: 58,6 % 403020100 27,8 (−5,6)26,4 (−0,2)19,8 (+10,4)16,8 (−6,8)9,2 (+2,2) FWGCDUGrüneSPDFÖBHe20162021Anmerkungen:e Freie Ökologische Bürgerliste Hüttenberg | SitzverteilungInsgesamt 31 Sitze - SPD: 5 - Grüne: 6 - FÖBH: 3 - FWG: 9 - CDU: 8 |

| Parteien und Wählergemeinschaften | Parteien und Wählergemeinschaften           | 2021  | 2021  | 2016  | 2016  | 2011  | 2011  | 2006  | 2006  | 2001  | 2001  |
| Parteien und Wählergemeinschaften | Parteien und Wählergemeinschaften           | %     | Sitze | %     | Sitze | %     | Sitze | %     | Sitze | %     | Sitze |
| --------------------------------- | ------------------------------------------- | ----- | ----- | ----- | ----- | ----- | ----- | ----- | ----- | ----- | ----- |
| FWG                               | Freie Wählergemeinschaft                    | 27,8  | 9     | 33,4  | 11    | 27,4  | 9     | 22,9  | 7     | 24,2  | 8     |
| CDU                               | Christlich Demokratische Union Deutschlands | 26,4  | 8     | 26,6  | 8     | 26,2  | 8     | 27,5  | 9     | 23,8  | 7     |
| Grüne                             | Bündnis 90/Die Grünen                       | 19,8  | 6     | 9,4   | 3     | 14,6  | 5     | 7,3   | 2     | 6,1   | 2     |
| SPD                               | Sozialdemokratische Partei Deutschlands     | 16,8  | 5     | 23,6  | 7     | 25,9  | 8     | 33,5  | 10    | 37,1  | 11    |
| FÖBH                              | Freie Ökologische Bürgerliste Hüttenberg    | 9,2   | 3     | 7,0   | 2     | 4,5   | 1     | 5,7   | 2     | 6,0   | 2     |
| FDP                               | Freie Demokratische Partei                  | —     | —     | —     | —     | 1,4   | 0     | 3,2   | 1     | 2,7   | 1     |
| Gesamt                            | Gesamt                                      | 100,0 | 31    | 100,0 | 31    | 100,0 | 31    | 100,0 | 31    | 100,0 | 31    |
| Wahlbeteiligung in %              | Wahlbeteiligung in %                        | 58,6  | 58,6  | 54,4  | 54,4  | 52,2  | 52,2  | 45,1  | 45,1  | 60,0  | 60,0  |

### Bürgermeister
Nach der hessischen Kommunalverfassung wird der Bürgermeister für eine sechsjährige Amtszeit gewählt, seit dem Jahr 1993 in einer Direktwahl, und ist Vorsitzender des Gemeindevorstands, dem in der Gemeinde Hüttenberg neben dem Bürgermeister ehrenamtlich ein Erster Beigeordneter und sieben weitere Beigeordnete angehören. Bürgermeister ist seit dem 1. Januar 2024 Oliver Hölz (FWG). Er wurde als Nachfolger von Christof Heller (CDU), der nach zwei Amtszeiten nicht wieder kandidiert hatte, am 24. September 2023 im ersten Wahlgang bei 62,06 Prozent Wahlbeteiligung mit 61,46 Prozent der Stimmen gewählt.
Amtszeiten der Bürgermeister
- 2024–2029 Oliver Hölz (FWG)[24]
- 2012–2023 Christof Heller (CDU)[25]
- 2000–2011 Manfred Schmidt (SPD)[28]
- 1968–1999 Hans Schmidt (FWG) (1935–2021)[29]

### Ortsbeiräte
Es bestehen Ortsbezirke für die ehemaligen Gemeinden Hüttenberg (zuvor Hochelheim und Hörnsheim), Rechtenbach, Reiskirchen, Vollnkirchen, Volpertshausen und Weidenhausen mit Ortsbeirat und Ortsvorsteher, nach Maßgabe der §§ 81 und 82 HGO und des Kommunalwahlgesetzes in der jeweils gültigen Fassung gebildet.
Die Ortsbezirke sind durch das Gebiet der ehemaligen Gemeinden abgegrenzt und bestehen je nach Größe aus drei oder fünf Mitgliedern.
Die Wahl der Ortsbeiräte erfolgt im Rahmen der Kommunalwahlen. Der Ortsbeirat wählt eines seiner Mitglieder zum Ortsvorsteher bzw. zur Ortsvorsteherin. Zur Zusammensetzung siehe die jeweiligen Ortsteile.

## Ortsbeirat Hüttenberg
Für Hüttenberg besteht ein Ortsbezirk (Gebiete der ehemaligen Gemeinde Hüttenberg) mit Ortsbeirat und Ortsvorsteher nach der Hessischen Gemeindeordnung.
Der Ortsbeirat besteht aus fünf Mitgliedern. Bei den Kommunalwahlen in Hessen 2021 betrug die Wahlbeteiligung zum Ortsbeirat 61,16 %. Dabei wurden gewählt: je ein Mitglied der „Freien Ökologischen Bürgerliste Hüttenberg“ (FÖBH), dem Bündnis 90/Die Grünen, und der „Freien Wählergemeinschaft“ (FWG) und zwei Mitglieder der CDU. Der Ortsbeirat wählte Silke Hoffmann-Gally (CDU) zur Ortsvorsteherin.

### Partnerschaften
Hüttenberg unterhält seit 1991 partnerschaftliche Beziehungen zu der Marktgemeinde Göstling an der Ybbs in Niederösterreich, zu Oberschönau in Thüringen (seit 1992) und seit 1993 zu der französischen Gemeinde Crémieu östlich von Lyon.

## Kultur und Sehenswürdigkeiten

### Kulturdenkmäler in Hüttenberg
Die Evangelische Kirche Hochelheim ist eine Saalkirche im Stil der Neurenaissance von 1905/1906, die im Kern auf das 17. Jahrhundert zurückgeht. Die aufwändig gestaltete Westseite wird durch ein trichotomisches Thermenfenster geprägt. Der Dachreiter stammt aus dem 18. Jahrhundert, einige Inventarstücke aus dem Barock. Die Evangelische Kirche Hörnsheim ist eine Saalkirche, die 1968/1969 anstelle eines mittelalterlichen Vorgängerbaus errichtet wurde. Erhalten ist der spätgotische Chorturm mit dreigeschossigem Haubenhelm von 1694 und ein barocker Gemäldezyklus.
In Hüttenberg sind zwei mittelalterliche Kirchen erhalten, die Alte Kirche in Volpertshausen aus dem 13. Jahrhundert und die Alte Kirche Weidenhausen. Im Jahr 1652 erhielt die Evangelische Kirche Reiskirchen ihre heute maßgebliche Gestalt. Der östliche Anbau war ursprünglich ein Wohnhaus für einen Lehrer mit einem Obergeschoss aus Fachwerk, das später mit dem Westteil verbunden wurde. Die Evangelische Kirche Großrechtenbach wurde 1638 und die Evangelische Kirche Kleinrechtenbach 1664 errichtet.
Das ehemalige Jägerhaus ist seit 1992 Heimatmuseum der Gemeinde Hüttenberg „Goethehaus Volpertshausen“, in dem u. a. der Ballsaal, in dem Goethe mit Charlotte Buff tanzte, Wohnräume um 1900, Hüttenberger Trachten und eine große Ausstellung über die Verarbeitung des Handkäses zu sehen sind.

### Naturdenkmäler in Hüttenberg
siehe Liste der Naturdenkmale in Hüttenberg

### Sport
Der Handballverein TV Hüttenberg ist bekannt durch Erfolge in der Bundesliga. Aktuell spielt der Verein in der 2. Bundesliga.

## Wirtschaft und Infrastruktur

### Unternehmen
In Hüttenberg bzw. Hochelheim sind drei der vier hessischen Handkäseproduzenten ansässig. Größere Gewerbegebiete gibt es bei Rechtenbach und Hochelheim.

### Flächennutzung
Das Gemeindegebiet umfasst eine Gesamtfläche von 4074 Hektar, davon entfallen in ha auf:
| Nutzungsart             | Nutzungsart             | 2011 | 2015 |
| ----------------------- | ----------------------- | ---- | ---- |
| Gebäude- und Freifläche | Gebäude- und Freifläche | 327  | 339  |
| davon                   | Wohnen                  | 218  | 222  |
|                         | Gewerbe                 | 20   | 26   |
| Betriebsfläche          | Betriebsfläche          | 9    | 6    |
| davon                   | Abbauland               | 0    | 0    |
| Erholungsfläche         | Erholungsfläche         | 21   | 19   |
| davon                   | Grünanlage              | 8    | 8    |
| Verkehrsfläche          | Verkehrsfläche          | 320  | 321  |
| Landwirtschaftsfläche   | Landwirtschaftsfläche   | 2166 | 2158 |
| davon                   | Moor                    | 0    | 0    |
|                         | Heide                   | 0    | 0    |
| Waldfläche              | Waldfläche              | 1183 | 1183 |
| Wasserfläche            | Wasserfläche            | 40   | 40   |
| Sonstige Nutzung        | Sonstige Nutzung        | 7    | 7    |

## Persönlichkeiten
- Heinrich Müller (1880–1970), evangelischer Theologe und Kirchenhistoriker, geboren in Groß-Rechtenbach
- Paul Schneider (1897–1939), von 1926 bis 1934 Pfarrer in Hochelheim und Dornholzhausen, Mitglied der Bekennenden Kirche und Opfer des Nationalsozialismus; die Paul-Schneider-Straße und das Paul-Schneider-Gemeindezentrum in Hüttenberg sind nach ihm benannt
- Theo Ennisch (1905–1989), Schauspieler, geboren in Hörnsheim
- Horst Spengler (* 1950), Handballnationalspieler, Handballweltmeister von 1978; nach Spengler ist in Hüttenberg ebenfalls eine Straße, der Horst-Spengler-Ring, benannt
- Jan Gorr (* 1978), ehemaliger Handballtrainer des TV Hüttenberg und zeitweise Co-Trainer der deutschen Handballnationalmannschaft
- Florian Laudt (* 1984), ehemaliger Handballspieler des TV Hüttenberg und der HSG Wetzlar
- Dominik Mappes (* 1994), Bundesliga-Handballspieler des VfL Gummersbach
- Samuel Harfst (* 1986), Musiker
- Tobias Hundt (* 1987), Musiker
- Julia Wenzl (* 1990), ehemalige Bundesliga-Handballspielerin des VfL Oldenburg